# Thagria imputata
Thagria imputata är en insektsart som beskrevs av Nielson 1977. Thagria imputata ingår i släktet Thagria och familjen dvärgstritar. Inga underarter finns listade i Catalogue of Life.